# دبلیودبلیوئی بتل‌گراند
دبلیودبلیوئی بتل‌گراند (به انگلیسی: WWE Battleground) که از سال ۲۰۲۳ به عنوان ان‌اکس‌تی بتل‌گراند (به انگلیسی: NXT Battleground) شناخته می‌شود، یک رویداد کشتی حرفه‌ای است که توسط دبلیودبلیوئی تولید شده است. این رویداد در سال ۲۰۱۳ تأسیس شد و تا سال ۲۰۱۷ هر ساله برای مِین روستر دبلیودبلیوئی برگزار می‌شد. سپس در سال ۲۰۲۳ به عنوان یک رویداد سالانه برای برند توسعه‌دهنده این شرکت، ان‌اکس‌تی، احیا شد.